# Peter Gröndahl
Peter Gröndahl, med artistnamnet P Grön, född 1961, är en svensk bildkonstnär och designer.

## Biografi
Peter Gröndahl utbildades på konstskola i Falun åren 1981–1982. Under 1990- och 2000-talet var design- och ateljéverksamheten förlagd i Grycksbo utanför Falun i Dalarna. Han hade sin första separatutställning i Falun 1993. Han målar i en mängd olika tekniker som oljefärg, gouache, litografi, tusch och akvarell, även i blandtekniker. Kraftfullt fysiska  färgstarka figurativa och nonfigurativa oljemålningar var ett signum på flera utställningar. Skulpturerna och installationerna är både i brons samt i plast, zink och stål med flera material.
Peter Gröndahl har utformat skivkonvolut åt ett flertal musikgrupper. Peter Gröndahls bok +-= som kom ut 2008 var en humoristisk, filosofisk betraktelse om livet och att vara människa.

## Utställningar
- Galleri Wasa, Falun (1993)
- Solo Exhibition, Philadelphia (1994)
- Galleri Kaos, Stockholm (1995)
- Ramhuset, Falun (1997)
- Northampton, Storbritannien (1998)
- Banken, Falun (1999)
- S1, Borlänge (2000)
- Ullna golfbana,  Stockholm  (2000)
- Flamingo, Stockholm (2000)
- The Spy Bar, Stockholm  (2000)
- MTV Awards VIP Lounge, Grand Hotel, Stockholm (2000)
- Ramhuset, Falun (2001)
- Ekerums konsthall, Öland (2002)
- Holmer Gallery, Nässjö (2002)
- SEB, Falun (2003)
- Banverket, Borlänge (2003)
- Nordic Sea, Stockholm (2003)
- The Spy Bar, Stockholm (2003)
- Ramhuset, Falun (2004)
- The Salomon Arts Gallery, New York, USA (2004-2005)
- Ramhuset, Falun (2007)
- Solo exhibition, Falun (2008)
- Ramhuset, Falun (2009)

## Offentliga verk i urval
- Sven Tumba, (2001) Litografi,  70-årsgåva till Sven Tumba, Active Life Foundation, Stockholm
- Artwork (2002), Gåva till den kvinnliga olympiska medaljören i skidskytte Magdalena Forsberg vid hennes avskedsceremoni från tävlandet
- Complete (2002) Litografi, Gåva till den kvinnliga alpina skidåkaren och olympiska medaljören i störtlopp Pernilla Wiberg
- Artwork on the new XBOX 360 (2005), Microsoft Sweden Official release 2005
- Oljemålningar och skulpturala installationer, ett flertal verk (2005-2006), designhotellet Utsikten Meetings, Nynäshamn
- Blandteknik och skulpturala installationer, ett flertal verk (2010), designhotellet Puro, Palma de Mallorca, Spanien